# Daman a Díu

Lokalizace teritoria na mapě Indie

Daman a Díu (hindsky दमन और दीव, gudžarátsky દમન ઔર દીવ, anglicky Daman and Diu, česky také Damán a Díjú), dříve spolu s Goou součást kolonie Portugalská Indie, byl do roku 2020 svazovým teritoriem Indie. Rozloha teritoria byla 112 km², v roce 2011 zde žilo přibližně 243 tisíc osob.
Po obsazení Portugalské Indie 1961 indickým vojskem byly oba distrikty od roku 1962 spravovány tzv. administrátorem, jmenovaným ústřední indickou spolkovou vládou v Dillí (třetí část kolonie, Goa se roku 1987 stala spolkovým státem). Správním střediskem obou distriktů bylo město Daman. Hovorovou řečí je zejména gudžarátština (a jako v celé Indii i angličtina), portugalsky dnes hovoří jen malá část obyvatel (5–10 %).
V lednu 2020 došlo ke sloučení s nedalekým Dádra a Nagar Havélí do jednoho svazového teritoria Dádra a Nagar Havélí a Daman a Díu.

## Daman
Distrikt Daman (resp. portugalsky dříve Damão) leží na jižním cípu spolkového indického státu Gudžarát (Gujarat) na pobřeží Arabského moře (Indický oceán). Jméno Daman pochází zřejmě od jména zde protékající řeky Damanganga (také Daman Ganga).
Minulost Damanu je těsně spojena s dějinami okolních území, zejména s dějinami státu Gudžarat. Počátkem 16. století pronikají na západní pobřeží Indie Portugalci a zakládají kolonii Portugalská Indie, ke které Daman patří od roku 1588.
Daman má rozlohu 72 km². V hospodářství hraje roli jen zemědělství a rybolov. Většinu obyvatelstva tvoří hinduisté, žijí zde i malé menšiny muslimů a křesťanů. Hovorovou řečí je gudžarátština.

## Díu
Díu patřil (jako Daman) od roku 1535 do roku 1961 k portugalské kolonii Portugalská Indie. Distrikt Díu je ostrov a malé území na jižním pobřeží státu indického státu Gudžarát, obě části jsou spolu spojeny mostem. Díu má rozlohu 40 km², ostrov sám měří 11 × 3 km. Jméno pochází ze sanskrtského výrazu dvipa („ostrov“).